# Матіс Гоосен
Матіс Гоосен (нід. Mathys Goosen, 18 травня 1996) — нідерландський плавець.